# CG-15滑翔機
Waco CG-15是一款由CG-4滑翔機改進的美國軍用滑翔機。雖然外觀與其前身相似且載客數量相同，但其在機翼及機頭的改進，使其擁有更快的速度。美國陸軍航空兵共訂購了1,000架，並在停產前交付了473架。其中兩架轉移到海軍（編號XLR2W-1）進行測試。其中一台改裝為XPG-3動力滑翔機，使用2具Jacobs R-755-9星型引擎。

## 型號
XCG-15原型機，由CG-4A改裝而成，1架
XCG-15A新建的原型機，共建造2架
CG-15A量產版本，於1948年重新編號為CG-15A，共427架
PG-31架配備2具Jacobs R-755-9星型引擎的XCG-15A，於1948年重新編號為G-3A
XLR2W-12架轉移給美國海軍的CG-15A
G-3A於1948年重新編號的PG-3.
G-15A於1948年重新編號的CG-15A

## 使用国
美国
- 美国陆军航空军
- 美国海军